# Карреньо, Лукас
Лукас Бенхамин Карреньо Оньяте (исп. Luckas Benjhamín Carreño Oñate; род. 4 июля 2003, Майпу, Сантьяго) — чилийский футболист, полузащитник клуба «Аудакс Итальяно».

## Клубная карьера
Карреньо — воспитанник клуба «Депортес Ла-Серена». 7 сентября 2021 года в матче против «Универсидад де Чили» он дебютировал в чилийской Примере. 20 марта 2022 года в поединке против «Уачипато» Лукас забил свой первый гол за «Депортес Ла-Серена». По итогам сезона клуб вылетел их элиты, но игрок остался в команде. В начале 2024 года Карреньо перешёл в «Аудакс Итальяно». 3 марта в матче против «Ньюбленсе» он дебютировал за новый клуб. 